# Biserica Sfântul Pantelimon din Ploiești
Biserica Sfântul Pantelimon din Ploiești este un lăcaș de cult situat pe strada Democrației, nr. 71, într-un vechi cartier muncitoresc în apropierea fostei Uzine 1 Mai și a Gării Ploiești Sud.
Biserica are hramul Sfântul Pantelimon și a fost construită în prima jumătate a secolului al XX-lea după proiectul arhitectului Toma T. Socolescu.

## Istoric
Pisania aflată în pridvorul bisericii datează din anul 1819 și provine din construcția anterioară. Din informațiile cuprinse în lucrarea "Lăcașuri sfinte din județul Prahova", publicată de Petre Pavlov Monahul în anul 1930, rezultă că pe locul actualului lăcaș a existat o biserică din lemn, ridicată în 1760, cu hramul „Sfânta Troiță”. Alte date nu există, dar s-au păstrat icoanele împărătești. Construirea unei biserici de lemn în acest loc este plauzibilă, deoarece în a doua jumătate a secolului al XVIII-lea, orașul se afla într-un plin proces de extindere spre sud, iar circulația pe această străveche „Cale a Bucureștilor" se intensificase, așa cum rezultă și din istoricul Bisericii „Sfinții Voievozi", amplasată mai spre centru.
Așa cum reiese din „Istoricul bisericii", semnat de pr. paroh Ioan Nicolae, datând din 1969, vechea biserică s-a deteriorat, încât enoriașii au hotărât să clădească un nou lăcaș de închinare. Lucrările s-au încheiat în anul 1819, noua biserică fiind construită din cărămidă și primind, pe lângă hramul „Sfânta Troiță" și pe acela al Sfântului Pantelimon, păstrat până astăzi. Pisania veche, scrisă cu caractere chirilice, aflată în prezent pe peretele pridvorului, în stânga ușii de intrare în pronaos, a fost transcrisă de istoricul Nicolae Iorga, în 1910, având următorul conținut:
"Această sfântă și dumnezeiască biserică s-a zidit din temelie în zilele acestea, unde se prăznuiește hramul Sfintei Troiți și întru lauda sfântului mucenic Pantelemon, în Domnia Măriei Sale Io Alixandru Nicolae Șuțu Voivod, și prin blagoslovenia Preasfințeniei Sale părintelui [chirio] chir Nectarie, și cu silința și osteneala celor mai jos pomeniți ctitori: Postelnicu..., Brutaru, Dinu Brutaru, Nicolae Păscaru, ... Armianu, Mihalache Ion, Sima Hărstu..., Ioniță, Ion, Dumitrache, Matei, Scarlat, I..., Radu, ...mna Hagica, Ghiorghi, Anghel, Din...am, Stan Voicilă, SerdarulIordache, Nicola..., ...meru Cruciaru, Milu Petraru; leat 1819"
Acest sfânt lăcaș a fost restaurat în 1860, cu cheltuiala mai multor creștini, și îndeosebi a lui Dobre Podeanu și Hagi Ion, când se pare că a început și executarea picturii, concluzie susținută de faptul că icoanele praznicale de la vechea tâmplă datează din 1863, așa cum se vede pe icoana „Învierii".
Nici această construcție nu a rezistat agresiunilor vremii, starea fizică a bisericii agravându-se, așa cum rezultă din procesele verbale de constatare încheiate în 1910, de către Epitropie și Consiliul parohial.
Hotărârea adoptată a fost ca aceasta să fie demolată și să se construiască o biserică nouă, pe baza unor proiecte bine fundamentate și cu materiale mult mai rezistente. Așa au început lucrările de edificare a bisericii pe care o vedem astăzi, și care nu au fost lipsite de greutăți, desfășurându-se pe perioada a 24 de ani, între 1912-1936. Inițiatorii, în frunte cu preotul Ene Dumitrescu, fost protopop, au recurs la talentul și experiența arhitectului Toma T. Socolescu, solicitându-i să întocmească proiectul de reconstrucție a bisericii. Acesta i-a imprimat o înfățișare masivă, impunătoare, amplificată atât de cele două turle din față, cât și de intrarea monumentală, cu coloane înalte, sugerând tradiția populară românească.
Biserica are formă de cruce, iar în cuprinsul său se desfășoară, într-o unitate perfectă, toate încăperile tradiționale: pridvor, pronaos, naos și altar, deasupra cărora se înalță trei turle, dintre care cea mare peste naos.
Pictura în ulei a fost executată, între anii 1932-1936, de pictorul italian Umberto Marchetti, care fusese adus cândva de către regele Carol I pentru decorarea bisericilor de pe domeniile Coroanei. Picturile sale impun prin culorile vii și armonioase.
În Monografia orașului Ploiești 2, care vedea lumina tiparului chiar în vremea când biserica fusese în întregime pictată, sunt nominalizate câteva dintre cele mai valoroase icoane, pe care le vom numi și noi în continuare, deoarece, așa cum se va vedea, cutremurul din 1940 a afectat grav părți însemnate ale acesteia, ceea ce a impus repictarea, într-un alt stil, a bisericii.
Astfel, în altar rețineau atenția: Născătoarea de Dumnezeu, Sfinții Arhierei care au alcătuit sfintele liturghii, admirabila icoană a lui lisus; pe tâmplă: Maica Preacurată, Mântuitorul, Sfântul loan Botezătorul, Sfântul Pantelimon; în Pantocrator: Mântuitorul; pe perete - Sfinții Apostoli, iar dedesubt - Liturghia îngerească; în cele patru ceardacuri: Botezul lui lisus, Fuga din Egipt a Născătoarei de Dumnezeu, Umblarea pe mare a lui lisus și Spre Emaus; în absida de miazăzi - Nașterea Mântuitorului, iar în cea de miazănoapte - Învierea; pe bolta pronaosului: Răstignirea, lisus înconjurat de tâlhari, lisus și Samariteanca, Rugăciunea în Grădina Ghetsimani, Sărutarea lui Iuda, lisus spre Golgota; la balconul corului - Scenă din viața Sfântului Pantelimon etc.
Din această scurtă prezentare, rezultă că pictura, în afara valorii artistice, impresiona printr-o mare bogăție tematică, servind magistral rolul misiunii creștine a bisericii. Catapeteasma, executată din lemn sculptat și ornamentată artistic, constituie, fără îndoială, partea centrală a bisericii în care Marchetty și-a dat întreaga măsură a talentului și experienței sale.
Biserica mai dispune și de alte 75 de icoane executate în ulei pe gips, lemn, sau pânză, datând din 1800-1891 și expuse în altar, naos, pronaos, semnate de mai mulți pictori: Kiril Max. (10), Tănase Age, Cristache R, loan Aledescu, R. Vinilescu, Gh. Corbu (câte 1-2), precum și de un număr de alte 52, de autori necunoscuți. Printre acestea se află și aceea reprezentându-l pe Sf. Pantelimon, patronul bisericii, având dimensiunile de 1,33/0,95, datând din 1863.
Așa cum arătam, la cutremurul din 1940, s-au prăbușit turla mare și o parte din zidurile naosului. Pe baza unui proiect din 1946, s-au executat, din beton armat, stâlpii și centurile de susținere a turlei, care a fost rezidită, s-au refăcut zidăria naosului, acoperișul, tencuiala interioară și exterioară etc. Aceste lucrări sunt consemnate într-o pisanie scrisă pe placă de marmură albă, amplasată sub fereastra din camera dreaptă a pridvorului:
„După cutremurul din 1940 și bombardamentele de război din 1944, avariată grav, această biserică cu hramul Sf. Pantelimon și Soborul Maicii Domnului Sf. Fecioară Maria a fost reparată în 1946, prin dania înaltelor autorități, la înțeleasa și stăruința Dlui Dr. Victor Dumitriu, Prefectul jud. Prahova și a preotului Alex. Vlaiculescu, deputat.
Sfințirea a avut loc în anul 1946 D-brie 15, sub domnia M.S. Regelui Mihai I și păstoria D.D. Nicodim Patriarh al României, Prim Ministru fiind Dnul Petre Groza, iar protoiereu Pr. Victor Iliescu, fost paroh al bisericii. Lucrările s-au făcut prin stăruințele unui comitet format din Preotul Vasile Gh. Constantinescu, Vasile Nedelcovici și Const. C. Nuțu - epitropi, Frații: Gh. și Vasile Mărăcineanu, avocat N Oprea, ing. P. Constantinescu, C.T. Nicolescu, Ioan Torcătoru, ing. N. Mateescu, col. Păsăreanu, ing. Pâslaru, Paul Popescu, N. Râdulescu, Cpt. Iordache și alții.
Arhitect - M. Râdulescu
Paroh fiind Pr. Al. Slăvescu
Primar - Gh. Vidrașcu"
Lucrările de consolidare și refacere au continuat cu tencuirea, în 1956, a pereților naosului, iar în 1964-1965 cu reparații, tencuieli și zugrăveli la pronaos, pridvor și turlele mici.
În anul 1966, lucrările de reparații au ajuns la acoperiș, schimbându-se învelitoarea veche din tablă cu alta nouă.
Unul dintre elementele cele mai valoroase, care completează în chip fericit ideea de echilibru și armonie, este prezența unui întreg ansamblu de piese din lemn de stejar masiv sculptat, care încing ca un brâu pereții interiori.
După încheierea operațiunilor de renovare și consolidare, în anul 1968, toate acestea au fost curățate, redându-li-se splendoarea inițială.
Mai rămăsese de refăcut pictura. între 1967-1969, pictorii Eugen Profeta și Victor Zemlika au executat pictura în pridvor, naos, o parte din pronaos și altar și, totodată, au restaurat pictura veche.
Și aceste masive și importante intervenții, care au dat o nouă înfățișare interiorului bisericii, au fost evidențiate într-o a doua pisanie înscrisă în placă de marmură albă și fixată pe peretele de răsărit al camerei din dreapta a pridvorului. Aceasta reține și restaurările mai vechi, de la începutul secolului XX. O publicăm, de asemenea, pentru prima oară:
„Acest sfânt locaș cu hramul Sf. Mucenic Pantelimon s-a refăcut cu cheltuiala multor creștini din acest oraș între anii 1912-1935 și s-a resfințit sub înțeleapta păstorie a I.P.S. D. Dr. Miron Cristea primul Patriarh al României. Lucrările au fost începute de preotul paroh protoiereu Ene Dumitrescu și s-au terminat de preotul paroh Petre Tăriceanu ajutat de epitropii V.E. Grigorescu, C. Nuțu, A. Marinov și consilierii: Gh. Nițulescu, Gh. loanițescu, I. Torcătoru, Gh. Mărăcineanu, I.R. Dragon, M. Mirodotescu, C. Ghinea, I. Ștefanic, A. Ercău. Arh. Socolescu, Pictor prof. Umberto Marcheti.
Cu voia lui Dumnezeu, prin donații de la credincioși și dotații de la Sf. Arhiepiscopie a Bucureștilor, între anii 1952-1959, s-a continuat executarea lucrărilor la această Sfântă și Dumnezeiască Biserică cu hramul Sf. Mare Mucenic Pantelimon, restaurându-se și consolidându-se arhitectonic, executându-se pictura din nou și restaurându-se pictura veche. S-a resfințit la 27 iulie 1969, în vremea înțeleptei arhipăstoriri a Părintelui Patriarh Justinian, preoți fiind: Ioan Nicolae, paroh, Davidescu Marin, ajutor, cântăreț Matei Serghie, epitropi: Iancu Grigorescu, Vasile Mărăcineanu, Gh. loniță, Petre Grigorescu, Const. Râdulescu; consilieri parohiali: Dumitru Popescu, institutor, Iosif Avram, Dtru Alexandrescu, Gh. Bugoi, Stoica Marin, D. Teodorescu, Pavel Vasile, T. Vasilescu. Pictori: Profeta Eugen, Zemlica Victor Inginer: N. Panait
Paroh: Preot Ioan Nicolae". 
Biserica avea să treacă însă printr-o nouă și grea încercare. Cutremurul din 1977 a afectat grav pereții, ceea ce a impus efectuarea, începând din 1977, până în 1994, a unor noi lucrări de reparații, consolidări și repictare a întregii suprafețe interioare.
O perioadă de timp, slujbele s-au ținut în clădirea Casei Corpului Didactic, de pe aceeași stradă, unde a funcționat, cândva, Liceul „N. Bălcescu", și în pridvorul bisericii.
De data aceasta, pictura a fost executată în stil catalan de către pictorul Petre Achițenie, care a imortalizat datele privind opera sa printr-o inscripție, cu caractere arhaice românești, deasupra ușii de la pronaos:
„Această Sfântă Biserică a fost pictată în întregime din nou în tehnica frescă în anul 1982 de pictorul prof. univ. Petre Achițenie din București".
Caracteristica noii picturi constă în supradimensionarea staturii sfinților, în tablouri ample și culori mai închise, manieră cu totul diferită de neoclasicismul renascentist al lui Marcheti. În turla mare, se află chipul Mântuitorului, scene reprezentând Cina cea de taină și Punerea în mormânt; în absida de sud a naosului sunt pictate tablourile: Nașterea Domnului, Mântuitorul în scaunul judecății, Sfinții Mucenici, Sf. Teodor Tiron, Sf. Gheorghe și Sf. Mina, în cea de nord - Mântuitorul înconjurat de sfinți, Maica Domnului cu Pruncul, Arhanghelii Mihail și Gavriil, iar pe stâlpii de susținere a bolții - Sf. Pantelimon, Sf. Sebastian, Sf. Victor.
Bolta pronaosului este înnobilată cu icoana Maicii Domnului și Sfânta Treime, iar cafasul cu scena Adormirii Maicii Domnului.
Pereții laterali sunt pictați cu scenele ample reprezentând Intrarea în Ierusalim, Învierea Domnului și Sfintele Mucenițe.
Pe peretele de vest al pronaosului, de o parte și alta a ușii, se află tablourile votive cu chipurile patriarhilor: Miron Cristea, Justinian, Dr. Justin Moisescu, Nicodim Munteanu, iar pe laturile de sud și nord cele ale sfinților ierarhi români Sava Brancovici și Calinic de la Cernica.
Impresionează, de asemenea, modul în care arhitectul Toma T. Socolescu a tratat fațada bisericii, căreia i-a aplicat două coloane înalte, cu capiteluri în stil tradițional, care sprijină o arcadă amplă pe care sunt zugrăvite chipurile Sfinților Apostoli Petru și Pavel și ale Sfinților Evangheliști, în frumoase ornamentații florale.
Pe frontispiciu se află un medalion cu Sfântul Pantelimon, executat în mozaic.
După încheierea tuturor lucrărilor de renovare și repictare, biserica a fost resfințită, la 21 noiembrie 1994, de către P.S. Vincențiu Ploieșteanu, Episcop Vicar Patriarhal, de sărbătoarea Intrării în Biserică a Maicii Domnului, care a rămas ca al doilea hram.
În zestrea sa de patrimoniu, pe lângă pictura murală și zecile de icoane valoroase, biserica a deținut și un număr de peste 60 de cărți rare, provenind din secolele al XVIII-lea și al XIX-lea, care se păstrează în fondurile patrimoniului național.
Printre acestea, cele mai vechi sunt: Două Triodioane din 1747, legate în lemn și piele, achiziție din anul 1820; Penticostarion legat în aceeași manieră, tipărit în 1783; Ceaslov, tipărit la Episcopia Râmnicului, în 1786; Molitvelnice, tipărite la București în 1794; Psaltirea, apărută în 1796 la Tipografia Sfintei Mitropolii, Mineie din 1805 etc.
Celelalte cărți și reviste din bibliotecă, editate de Biserica Ortodoxă Română, acoperă întregul secol al XX-lea, constituind un apreciabil fond documentar.
Un obiect cu valoare istorică este și clopotul de aramă, pe care se află o inscripție semnificativă:
„În timpul războiului întregirii neamului 1916-1918, fiind luate de germani cele 2 clopote de la Biserica Sf. Pantelimon Ploiești, s-a turnat un clopot la 12/12/1919, spărgându-se la 24 martie 1924. S-a făcut acest clopot în greutate de 530 kg din donația enoriașilor acestei sfinte Biserici și alte suflete alese. Fiind rege Carol al II-lea, Arhim. Miron Cristea, primul Patriarh al României, ostenindu-se pentru această biserică Pr. P. Tăriceanu, Donație dif. credin. 1930-1955, 1920".
De-a lungul timpului, biserica a fost păstorită cu pricepere și dăruire de preoții săi. Fără a avea date despre cei care au slujit primele două biserici, nominalizăm spre dreaptă pomenire, pe preoții care au oficiat la noua biserică, până azi. Aceștia sunt: Hristu Daniel, Ghiță Angelescu, Ene Dumitrescu, Petre Tăriceanu, Victor Iliescu, Al. Slăvescu, V. Constantinescu, Marin Davidescu, IoanNicolae, Frangu Leonte.
Preot paroh Buldan Petre - 1998